# Chulilla
Chulilla è un comune spagnolo situato nella comunità autonoma Valenciana.